# 汪漁洋
汪漁洋（1911年10月21日—2009年6月1日），字復東。大連市人。民國37年（1948年）在？？選區當選第一屆立法委員

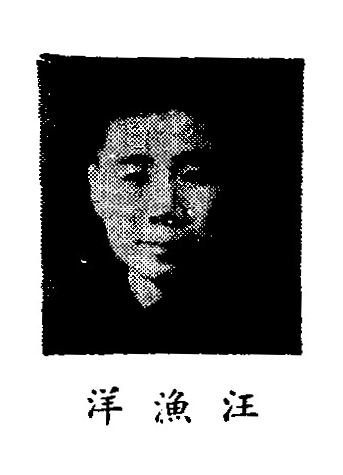
制憲國民大會代表

## 生平[1]
- 日本北海道大學畢業
- 制憲國民大會代表
- 國民參政會參政員
- 中國國民黨大連市黨部書記
- 台灣省乳業改進會理事長、中華民國保護動物協會名譽理事長
- 統一促進委員會理事